# Morpheusstofuil
De morpheusstofuil (Caradrina morpheus) is een nachtvlinder uit de familie Noctuidae, de uilen. De voorvleugellengte bedraagt tussen de 13 en 16 millimeter. De soort komt verspreid over Europa voor. Hij overwintert als volgroeide rups.

## Waardplanten
De morpheusstofuil heeft als waardplanten allerlei kruidachtige en houtige planten.

## Voorkomen in Nederland en België
De morpheusstofuil is in Nederland en België een vrij algemene soort, die verspreid over het hele gebied kan worden gezien. De vlinder kent één jaarlijkse generatie die vliegt van halverwege mei tot in augustus.